# Webhook
Um webhook (em português "gancho web") em desenvolvimento Web é um método de ampliar ou alterar o comportamento de uma página da Web, ou aplicação da Web, com callbacks personalizados. Estas ligações de retorno poderão ser mantidas, modificadas, e geridas por terceiros e responsáveis pelo desenvolvimento que poderão não necessariamente estar afiliados com a origem do site da Web ou aplicação. O termo "webhook" foi inventado por Jeff Lindsay em 2007 a partir do termo de programação de computador Hook.

## Sinopse
Webhooks são callbacks HTTP definidos pelo utilizador".
Contudo, também existem modos para criar um serviço de fila de mensagem no topo de algum HTTP REST, exemplos incluem IronMQ e RestMS.

## Por que usar
O principal caso de aplicação das webhooks são em sistemas que necessitam de notificações. Por exemplo, as Push Notifications que são enviadas pelos serviços de mensagens instantâneas no momento em que o usuário recebe uma nova mensagem, ou pelos aplicativos bancários a cada transação. 
A vantagem computacional é evitar que o usuário precise consultar o serviço da maneira tradicional por diversas vezes sem que essa necessidade efetivamente exista. Dessa forma, a título de exemplo, ao esperar uma transferência bancária, o usuário pode apenas aguardar ser notificado no lugar de consultar a todo momento o sistema do banco. 

## Consultar também
- Open API
- Mashup (Aplicação da Web Híbrida)